# Pochówek ciałopalny
Pochówek ciałopalny – obrządek pogrzebowy po spaleniu ciała zmarłego, pochówki ciałopalne podzielić można na dwie grupy, groby popielnicowe oraz groby bez popielnicy. Badania archeologiczne ujawniają, że w pochówkach kultury wielbarskiej prochy umieszczane bywały także w trumnach kłodowych.

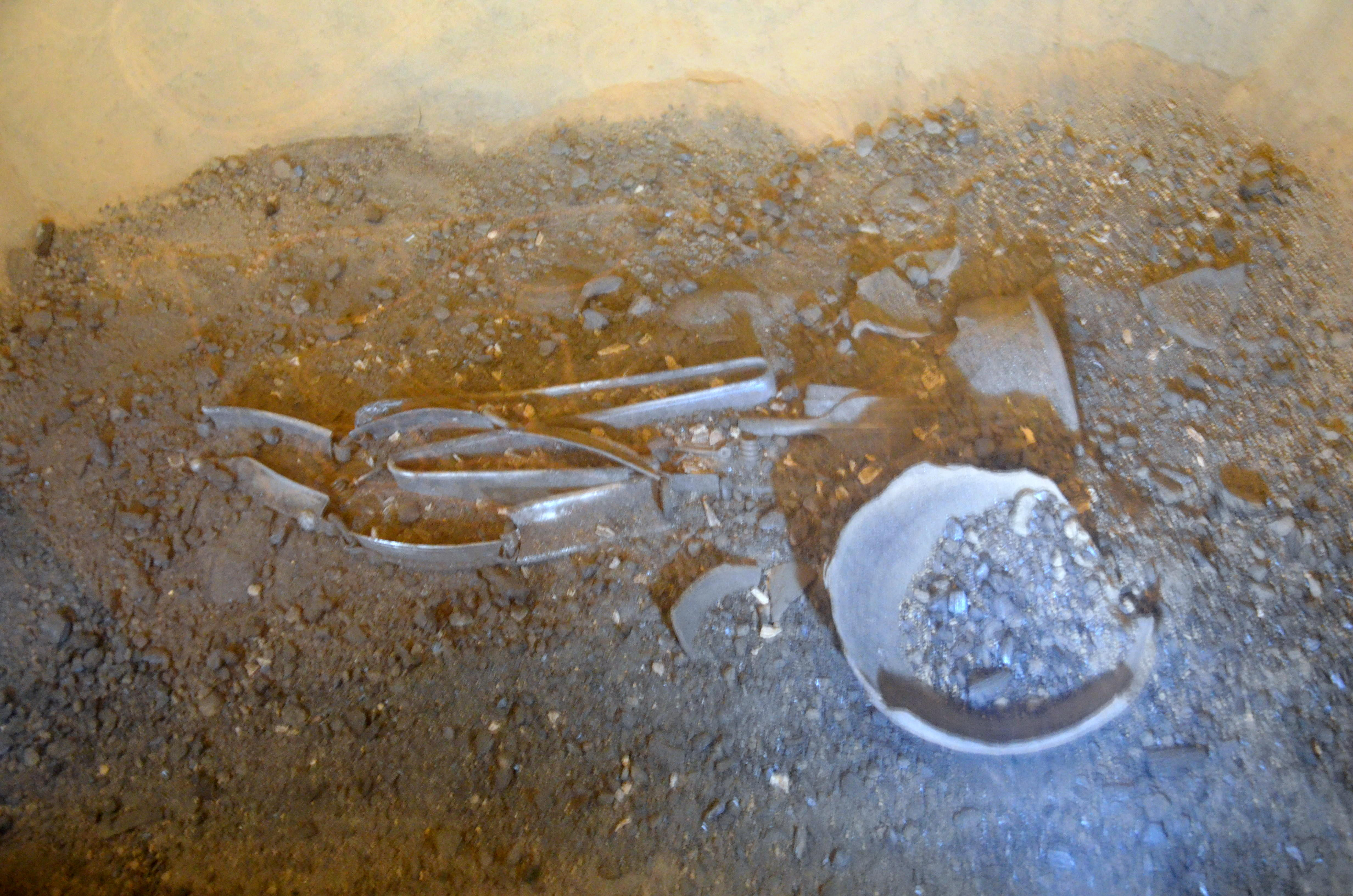
Celtycki pochówek bezpopielnicowy, III w p.n.e., Muzeum Archeologiczne w Krakowie

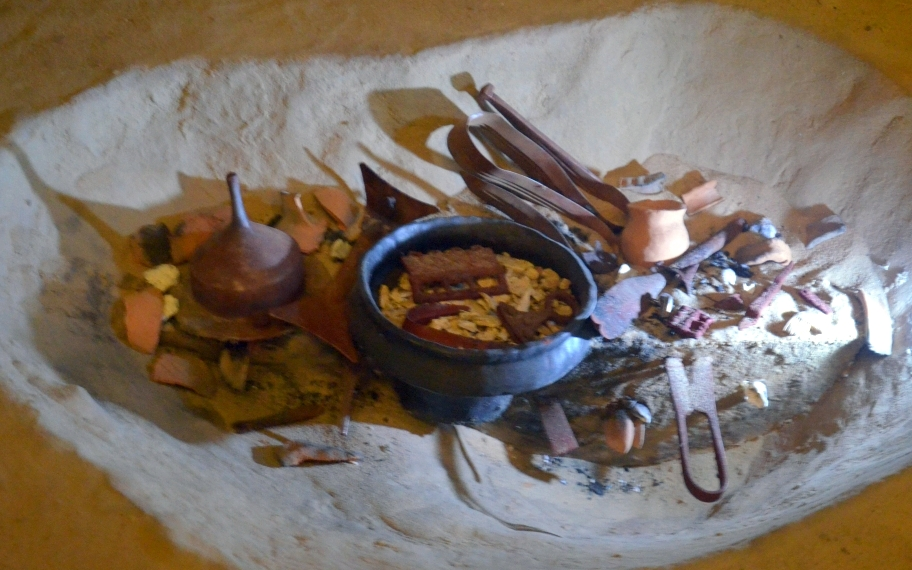
Wandalski pochówek popielnicowy, II w n.e., Muzeum Archeologiczne w Krakowie

W trakcie popielenia zwłok mogło dochodzić do rytualnego spalania wszystkich darów i rzeczy osobistych zmarłego, z czego większe z nich były dodatkowo gięte lub łamane (np. miecze). Mężczyzn chowano wraz z uzbrojeniem i narzędziami kowalskimi, a kobiety z zapinkami, klamrami i przęślikami. W Europie dominujący w okresie środkowolateńskim 300 p.n.e. do 100 p.n.e. (regionalnie do ok. 150 p.n.e.).